# Pupuke Robati
Sir Pupuke Robati (9 avril 1925 - 26 avril 2009) était un homme politique des îles Cook, originaire de l'île de Rakahanga.

## Biographie
Il fit ses études primaires et secondaires à Manihiki puis Rarotonga avant d'entamer des études de médecine aux Fidji, obtenant son diplôme de chirurgien en 1948. De retour au pays, il exerça à Rarotonga, Mangaia et Atiu. Boxeur patenté, il devint en 1944, champion poids coq des îles Cook. Il présida par la suite la Fédération amateur de boxe pendant plus de trente ans.
Il commença à s'intéresser à la politique à partir de 1964. L'année suivante, il fut élu à l'assemblée législative des îles Cook en tant qu'indépendant représentant la circonscription de Rakahanga. En 1972, il rejoignit le Democratic Party que venait de créer Tom Davis et c'est sous cette étiquette qu'il continua à être élu jusqu'aux élections de 1999. À partir de 1978, il participa au gouvernement de Tom Davis, en tant que vice-Premier Ministre. Il succéda finalement à ce dernier au poste de Premier ministre en juillet 1987. Durant ses 18 mois de gouvernance, il développa la perliculture à Manihiki et Penrhyn, les télécommunications, tout en continuant comme son prédécesseur de prôner la réduction des dépenses publiques. Chrétien convaincu, il fit également voter un amendement constitutionnel rappelant la stricte observance du Sabbath (dimanche) dans l'archipel. C'est enfin sous son gouvernement que les îles Cook intégrèrent l'Organisation mondiale de la santé. La défaite du Democratic Party aux élections de 1989 mit fin à son gouvernement. En 2004, il perdit également son siège au Parlement, battu par le candidat indépendant Piho Rua. Cette défaite marqua la fin de sa carrière politique. Le 26 avril 2009, il décède au Middlemore Hospital d'Auckland
En 2001, il fut élevé chevalier de l'ordre de l'Empire britannique.

## Sources
Numéro spécial du Cook Islands Herald (juillet 2005) pour le quarantième anniversaire de l'indépendance associée